# موربیک
موربیک (به هلندی: Moerbeek) یک منطقهٔ مسکونی در هلند است که در Hollands Kroon واقع شده‌است. موربیک ۱۰۰ نفر جمعیت دارد.